# La torre de los siete jorobados (pel·lícula)
La torre de los siete jorobados és una pel·lícula espanyola de 1944 dirigida per Edgar Neville. Adaptació cinematogràfica de la novel·la homònima d'Emilio Carrere Moreno està interpretada en els seus papers principals per Antonio Casal, Félix de Pomés, Isabel de Pomés i Guillermo Marín.
Considerada un títol de culte és una obra de gènere híbrid, en barrejar trames que conjuminen el sainet, la intriga, el terror, el policíac o el cinema fantàstic, precursora del fantaterror espanyol.

## Sinopsi
Finals del segle xix. Basilio Beltrán (Antonio Casal) es pirra pel joc i per una cantant sobrenomenada "La Bella Medusa" (Manolita Morán). Davant el tapet verd se li apareix el fantasma de don Robinsón de Mántua (Félix de Pomés) que li indica els números guanyadors i li demana, a canvi, que protegeixi a la seva neboda Inés (Isabel de Pomés) dels greus perills que l'aguaiten.
En una de les seves exploracions arqueològiques don Robinsón va descobrir que en el subsòl de Madrid hi ha una ciutadella subterrània on es van amagar els jueus que no van voler abandonar Espanya quan es va decretar la seva expulsió. Ara aquest refugi està habitat per una banda de geperuts capitanejats pel doctor Sabatino (Guillermo Marín).

## Repartiment
- Antonio Casal - Basilio Beltrán
- Isabel de Pomés - Inés
- Guillermo Marín - Dr. Sabatino
- Félix de Pomés - Don Robinson de Mantua
- Julia Lajos - Mare de la 'Bella Medusa'
- Julia Pachelo - Braulia
- Manolita Morán - La 'Bella Medusa'
- Antonio Riquelme - Don Zacarías
- José Franco - Espectre de Napoleó

## Producció

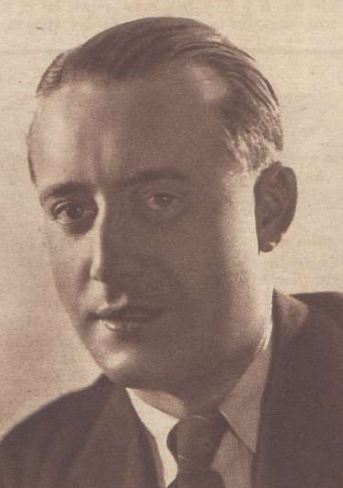
El director Edgar Neville

Per a l'elaboració del guió es van fer canvis superficials respecte a la trama de la novel·la original com l'eliminació de personatges, prenent l'essencial de l'element sobrenatural i fantasmal, i sense aprofundir en la màgia, entre altres motius, per a intentar eludir la censura de l'època.
| «                                                                    | És una pel·lícula singular dins de la seva filmografia perquè, en general, identifiquem a Neville amb els sainets costrumbristes. I aquesta és una pel·lícula que sí que s'inicia com un sainet costumista però de seguida es converteix en una pel·lícula d'aventures esotèriques, en una pel·lícula fantàstica, on el protagonista es troba amb morts, amb geperuts per onsevulla i finalment amb tota una ciutat subterrània construïda al centre de Madrid". | » |
| — Fernando Méndez-Leite Serrano (Historia de nuestro cine - RTVE.es) | |   |

Neville va adoptar influències del cinema expressionista alemany (del corrent del qual és una mostra El gabinet del doctor Caligari) i del cinema gòtic, per exemple en la recreació de la ciutat subterrània, l'esmentada torre invertida a què fa referència el títol de l'obra, que s'enfonsa en la terra.
| «                                                              | "Es tracta d'una pel·lícula inaudita al cinema espanyol, una cosa extemporània en la seva Història.(...) és una transició entre entre el cinema de terror i el de ciència-ficció i s'avança amb la seva vista posada més aviat en el passat.(...) es reflecteixen clarament l'empremta de l'expressionisme alemany, del cinema de terror dels anys trenta i dels models del cinema mut." | » |
| — Amador Martínez Morcillo (Los diplomáticos y el cine - 2015) | |   |